# Матчи мужской сборной России по волейболу 2015
В 2015 году сборная России заняла 8-е место в розыгрыше Мировой лиги, 4-е место на Кубке мира и 6-е место на чемпионате Европы.

## Хроника сезона
Первый учебно-тренировочный сбор в 2015 году национальная команда провела с 11 по 26 мая в Новогорске с участием 20 волейболистов. Впервые после лондонской Олимпиады получили вызов в сборную Александр Бутько и Алексей Обмочаев, а их партнёр по золотой команде и самый титулованный волейболист России Сергей Тетюхин был включён главным тренером Андреем Воронковым в расширенную заявку на Мировую лигу и прошёл вместе с командой углублённое медицинское обследование.
Расписание Мировой лиги для сборной России было аналогично прошлогоднему, и главная ставка вновь делалась на серию из шести домашних матчей, которая начиналась с третьего игрового уик-энда. Тренеры предоставили время на восстановление после клубного сезона Дмитрию Мусэрскому и Сергею Гранкину, пропустил два стартовых матча против сборной Польши из-за нелепой дисквалификации Алексей Спиридонов, проблемы со здоровьем не позволили выступить на Мировой лиге Павлу Круглову, Николаю Апаликову и Николаю Павлову. Дебютировали за сборную связующий Игорь Колодинский и доигровщик Александр Маркин. После двух поражений от действующих чемпионов мира сборная России в ещё более «облегчённом» составе (без Максима Михайлова, Александра Бутько, Алексея Вербова, Евгения Сивожелеза, Дениса Бирюкова и наставника команды Андрея Воронкова, оставшегося работать с группой игроков в Новогорске) проиграла в двух матчах сборной США. Ассистент Воронкова итальянец Серджо Бузато, руководивший командой в Лонг-Биче, комментируя игру россиян, отметил: «Во втором матче мы получше сыграли на блоке, но в остальных компонентах действовали очень плохо. Мы очень плохо принимали, очень плохо атаковали, очень плохо подавали. С такой игрой Рио-де-Жанейро нам не видать. Если только через бинокль». Между тем выход в «Финал шести» Мировой лиги рассматривался тренерским штабом важной стратегической целью, поскольку являлся возможностью опробовать арену «Мараканазинью» за год до старта Олимпийских игр.
К решению этой задачи сборная России оказалась не готова. Оба поединка против сборной Ирана в Казани, открывавших серию домашних игр, прошли при несомненном преимуществе соперника, в прошлых сезонах Россию ни разу не обыгрывавшего. По-прежнему выступая без Гранкина и Мусэрского, подопечные Андрея Воронкова продемонстрировали посредственный волейбол, не сумев избавиться от ранее обозначенных проблем на подаче, приёме, в атаке. Многие игроки выглядели бледной тенью самих себя — так во втором матче против иранцев доигровщики сборной России набрали на троих лишь 5 очков. На вопрос, что происходит с командой, Игорь Колодинский коротко ответил: «У нас нет игры, и всё!» Воронков отмечал, что в этой ситуации главным было «не впадать в психологическую яму, не прекращать работать, не разувериться в своих силах». «Нам просто нужна одна победа, и всё изменится», — говорил наставник россиян. Однако череда неудач продолжилась во встречах против поляков, в которых сборная России всё же поборолась за результат, а во втором матче была близка к победе, но не реализовала матчбол в пятом сете. Перед поединками со сборной США в Калининграде в состав сборной вернулся Дмитрий Мусэрский, но ранее по медицинским показаниям выбыли из обоймы Александр Бутько и Максим Михайлов. Кратковременные выходы на площадку Мусэрского на позиции диагонального, где он вынужденно заменил Михайлова, коренным образом изменить положение не могли и количество поражений российской команды достигло отметки в 10 матчей.
30 июня главный тренер сборной России Андрей Воронков подал в отставку. Практически сразу стало известно, что к руководству командой готов вернуться Владимир Алекно. Два оставшихся матча Мировой лиги в Тегеране сборная России провела под руководством исполняющего обязанности главного тренера Александра Климкина и во втором смогла добиться долгожданной победы. Став худшей среди восьми команд первого дивизиона Мировой лиги, сборная России по регламенту должна была начать турнир 2016 года во втором дивизионе, но после реформы Мировой лиги осталась в элите.
17 июля на президиуме Всероссийской федерации волейбола Владимир Алекно был официально утверждён в должности главного тренера сборной России, в третий раз возглавив национальную команду. Ещё до назначения, проводя отпуск в Испании, тренер встретился с Сергеем Тетюхиным и договорился о его возвращении в сборную. «Честно скажу, долго уговаривать меня не пришлось. Буквально за пять минут мы пришли к согласию, решили идти дальше вместе и добиваться результатов», — сказал Тетюхин. «Вообще я считаю, что мы наркоманы волейбола, мы зависимы от этого вида спорта, зависимы от этих сложностей и возможности их решать. Мы действительно, когда плохо, не можем смотреть безразлично», — говорил Алекно.
С 20 по 28 июля сборная тренировалась в Новогорске, затем работала на базе «Волей Град» и 18 августа вернулась в Подмосковье. Из-за рецидивов травм команда недосчиталась капитана Андрея Ащева, либеро Алексея Вербова, не смог усилить состав Тарас Хтей, на которого Алекно тоже рассчитывал. Присоединился к сборной не выступавший на Мировой лиге Сергей Гранкин, вернулся в команду после пятилетнего перерыва Александр Янутов. Из второй и студенческой сборных, успешно выступивших на Европейских играх и Универсиаде, были вызваны Илья Власов, Ильяс Куркаев и Виктор Полетаев. Тренерский штаб сборной России пополнил тренер-аналитик казанского «Зенита» итальянец Томазо Тотоло.
8 сентября в Хамамацу сборная России стартовала на Кубке мира с победы над Венесуэлой. Следующий матч, против поляков, новый капитан сборной Дмитрий Мусэрский начал на позиции диагонального, а Максим Михайлов — в доигровке. Как оказалось, такая расстановка, позволившая Владимиру Алекно в августе 2012 года перевернуть ход финала лондонской Олимпиады, будет использоваться тренером на постоянной основе во всех оставшихся поединках Кубка мира. Как пояснил наставник россиян, он решился на такой шаг после сыгранных незадолго до отъезда в Японию товарищеских матчей с Ираном, анализа провальной Мировой лиги и прошлогоднего чемпионата мира в стремлении прежде всего с помощью Михайлова усилить атаку из четвёртой зоны. При этом Мусэрский в целом справился с резко возросшей нагрузкой в новом амплуа, но в распоряжении Алекно не оставалось опытных центральных, и блокирование атак диагональных соперников в ходовом направлении стало проблемным моментом данной схемы.
В матче против сборной Польши россияне вытащили первую партию, уступая в ней со счётом 20:24, во многом благодаря подачам Александра Бутько в концовке, но во втором сете соперники в похожей ситуации отыграли два российских сетбола. Несмотря на потерю основного связующего Гжегожа Ломача, покинувшего площадку из-за травмы в начале третьего сета, сборная Польши выиграла его — 25:19 и повела в матче, вынудив Владимира Алекно в четвёртой партии вернуться к привычной расстановке с Дмитрием Мусэрским в центре сетки и поменять связующего. Россиянам удалось достичь неплохого преимущества (15:11), но серия собственных ошибок позволила полякам вернуться в игру и довести сет и матч до победы. Это поражение от сборной Польши (пятое за сезон и шестое подряд в официальных матчах) означало, что для решения главной задачи по завоеванию путёвки на Олимпийские игры в Рио-де-Жанейро, россиянам было необходимо побеждать во всех оставшихся играх Кубка мира, поскольку олимпийские лицензии получали только две сильнейшие команды турнира.
Шесть следующих поединков подопечные Владимира Алекно выиграли с общим счётом 18:1. Определяющим стал матч против сборной Италии, которая перед заключительным этапом Кубка мира в Токио находилась в аналогичном с россиянами турнирном положении. Сборной России не удалось сразу включиться в борьбу — в первой партии игроки совершили 10 собственных ошибок и не смогли ничего противопоставить лидеру соперника Ивану Зайцеву, реализовавшему 83 % атак. В следующей партии, получив небольшой очковый запас (10:6), сборная России растеряла его на подачах молодого связующего Симоне Джаннелли и вскоре уже уступала «-5» (12:17). Выход на замену Сергея Гранкина позволил прийти в равную концовку, но итальянцы поставили точку в партии со второго сетбола, когда одиночный блок всё того же Джаннелли закрыл атаку Дмитрия Мусэрского. Третья партия, как и первая, прошла при подавляющем преимуществе «Скуадры Адзурры». За матч игроки сборной России не выполнили ни одного эйса, все крайние нападающие атаковали с процентом ниже 50, а центральные даже при хорошем приёме почти не получали передач от связующих. На следующий день после поражения от сборной США российская команда утратила даже теоретические шансы на завоевание олимпийской лицензии. Показав в целом более качественный волейбол, сборная России уступила будущему обладателю Кубка мира со счётом 0:3. Завершилось выступление россиян на Кубке мира трудной победой над японцами в пяти партиях.
Получив три выходных дня, игроки сборной России 28 сентября начали подготовку к чемпионату Европы. По сравнению с Кубком мира в составе сборной произошли изменения во всех позициях: вместо Александра Бутько, Сергея Тетюхина, Алексея Спиридонова, Александра Янутова были вызваны Дмитрий Ковалёв, Егор Клюка, Сергей Савин, Алексей Вербов. В Италию на Евро-2015 отправились трое диагональных (Максим Михайлов, Виктор Полетаев и присоединившийся к сборной перед чемпионатом Павел Круглов) и трое центральных блокирующих, поскольку Ильяс Куркаев покинул команду по рекомендации врачей. В этих условиях Владимир Алекно вернулся к более привычной расстановке с Мусэрским в амплуа центрального, заявив, что при необходимости будет использовать и «лондонский вариант»: «Главное, что у игроков нет отторжения такой модели. Мы общались, парни сказали, что, если нужно для команды, они амплуа снова поменяют». В тренерский штаб для индивидуальной работы со связующими был приглашён Павел Борщ, прежде сотрудничавший с женской сборной России.
На групповом этапе чемпионата Европы в Бусто-Арсицио российская команда досрочно обеспечила себе выход в плей-офф благодаря победам над сборными Финляндии и Словакии, а выигрыш у сербов позволил напрямую попасть в четвертьфинал, где соперником россиян стала сборная Италии. Как и в матче трёхнедельной давности в рамках Кубка мира между этими же командами, подопечные Владимира Алекно не нашли противодействия слаженной игре «Скуадры Адзурры». В первом сете из-за невнятных действий россиян на приёме и в атаке, большого количества собственного брака итальянцы быстро ушли в отрыв. При счёте 10:18 Алекно поменял связующего Дмитрия Ковалёва на Сергея Гранкина, при 10:20 — Сергея Савина на Евгения Сивожелеза, и данные меры позволили российской команде прийти в себя, выиграть отрезок — 10:4, но не спасти сет. Других моментов в этом матче, способных переломить его ход, не было, а стабильную игру среди россиян демонстрировал лишь дебютант сборной Егор Клюка. В третьем сете Алекно выпустил на площадку Павла Круглова, переместив Максима Михайлова в доигровку. Заменивший Артёма Вольвича Илья Власов дважды нашёл своей подачей Османи Хуанторену, и к концовке сета удалось сократить отставание до счёта 18:21, однако в решающие моменты Иван Зайцев был безупречен и не позволил появиться интриге.
23 декабря на базе в Новогорске сборная России начала подготовку к стартующему 5 января в Берлине европейскому квалификационному турниру Олимпийских игр-2016. На сбор по семейным обстоятельствам не прибыл капитан команды Дмитрий Мусэрский. За несколько дней до начала сбора он предупредил тренера о том, что вынужден остаться дома, но в интервью для прессы Мусэрский и Алекно по-разному раскрыли детали этого разговора, что наряду с позицией президента Всероссийской федерации волейбола Станислава Шевченко, назвавшего неявку Мусэрского «предательством команды», спровоцировало большой резонанс. Ранее, в начале декабря, стало известно, что сборной не сможет помочь Дмитрий Ильиных, попавший в реанимацию после драки с неизвестными лицами. Перед важнейшим турниром Алекно призвал в команду ряд опытных игроков, проявивших себя в стартовых турах чемпионата России. Новым капитаном сборной стал Сергей Тетюхин, впервые после Олимпийских игр в Лондоне в стане национальной команды оказались доигровщик Юрий Бережко и центральный блокирующий Александр Волков, вернулся в состав Андрей Ащев, дебютный вызов в российскую команду получил экс-игрок сборной Украины 30-летний диагональный Константин Бакун. Из-за проблем со здоровьем не смогли поехать в Берлин Евгений Сивожелез и Илья Власов. В последние дни 2015 года сборная России в столице Германии провела два контрольных матча против бундестим и в обоих победила со счётом 3:1.

## Статистика матчей
В 2015 году сборная России провела 27 матчей, из которых 12 выиграла.
| № 1 (589) | 28 мая. Гданьск — Сопот. Польша — Россия — 3:0 (25:16, 25:17, 25:20). Мировая лига. Интерконтинентальный раунд               |
| Польша: Гжегож Ломач — 1 (0, 1, 0), Бартош Курек — 15 (14, 1, 0), Михал Кубяк — 7 (4, 1, 2), Матеуш Мика — 12 (11, 0, 1), Анджей Врона — 6 (3, 3, 0), Матеуш Бенек — 14 (7, 4, 3), Павел Заторский (л), Якуб Ярош, Марцин Можджонек — 1 (0, 1, 0). Россия: Александр Бутько, Максим Михайлов — 6 (4, 2, 0), Денис Бирюков — 10 (8, 2, 0), Сергей Савин — 7 (7, 0, 0), Андрей Ащев — 2 (1, 1, 0), Александр Абросимов — 4 (4, 0, 0), Алексей Обмочаев (л), Евгений Сивожелез, Игорь Колодинский — 1 (0, 1, 0), Павел Мороз — 4 (1, 3, 0), Александр Маркин — 4 (3, 1, 0), Артём Смоляр — 2 (1, 1, 0). Очки — 75:53 (атака — 39:29, блок — 11:11, подача — 6:0, ошибки соперника — 19:13). Время матча — 1:27. Ergo Arena. 8200 зрителей. Отчёт. | |
| № 2 (590) | 29 мая. Гданьск — Сопот. Польша — Россия — 3:2 (25:19, 24:26, 20:25, 25:19, 18:16). Мировая лига. Интерконтинентальный раунд |
| Польша: Гжегож Ломач — 2 (0, 2, 0), Бартош Курек — 23 (22, 0, 1), Михал Кубяк — 5 (4, 0, 1), Матеуш Мика — 21 (20, 1, 0), Анджей Врона — 6 (6, 0, 0), Матеуш Бенек — 10 (9, 1, 0), Павел Заторский (л), Якуб Ярош, Марцин Можджонек, Рафал Бушек — 6 (6, 0, 0), Пётр Новаковский — 5 (4, 1, 0), Фабьян Джизга — 2 (1, 1, 0). Россия: Игорь Колодинский — 4 (2, 2, 0), Максим Михайлов — 15 (15, 0, 0), Сергей Савин — 9 (8, 1, 0), Александр Маркин, Андрей Ащев — 7 (4, 3, 0), Артём Смоляр — 6 (4, 2, 0), Алексей Вербов (л), Алексей Обмочаев (л), Денис Бирюков — 16 (12, 4, 0), Евгений Сивожелез — 10 (9, 1, 0), Павел Мороз — 2 (2, 0, 0), Александр Бутько — 1 (1, 0, 0). Очки — 112:105 (атака — 72:57, блок — 6:13, подача — 2:0, ошибки соперника — 32:35). Время матча — 2:34. Ergo Arena. 9000 зрителей. Отчёт. | |
| № 3 (591) | 5 июня. Лонг-Бич. США — Россия — 3:1 (25:18, 24:26, 25:15, 28:26). Мировая лига. Интерконтинентальный раунд                  |
| США: Мика Кристенсон — 3 (1, 0, 2), Мёрфи Трой — 16 (14, 0, 2), Мэттью Андерсон — 15 (12, 2, 1), Аарон Рассел — 3 (1, 0, 2), Максвелл Холт — 15 (9, 5, 1), Дэвид Смит — 10 (6, 2, 2), Эрик Шоджи (л), Пол Лотман, Томас Яшке — 9 (7, 2, 0), Дэвид Ли — 1 (1, 0, 0), Кавика Шоджи. Россия: Игорь Колодинский — 2 (0, 1, 1), Павел Мороз — 14 (12, 1, 1), Алексей Спиридонов — 6 (5, 0, 1), Сергей Савин — 7 (5, 1, 1), Андрей Ащев — 4 (3, 1, 0), Артём Смоляр — 2 (1, 1, 0), Алексей Обмочаев (л), Роман Брагин, Сергей Антипкин, Дмитрий Ильиных — 12 (11, 0, 1), Александр Маркин — 2 (1, 0, 1), Александр Абросимов — 2 (2, 0, 0). Очки — 102:85 (атака — 51:41, блок — 11:4, подача — 10:6, ошибки соперника — 30:34). Время матча — 2:07. Walter Pyramid. 4100 зрителей. Отчёт. | |
| № 4 (592) | 6 июня. Лонг-Бич. США — Россия — 3:0 (25:23, 25:21, 25:16). Мировая лига. Интерконтинентальный раунд                         |
| США: Мика Кристенсон — 3 (1, 2, 0), Мёрфи Трой — 10 (8, 2, 0), Мэттью Андерсон — 14 (12, 1, 1), Аарон Рассел — 10 (10, 0, 0), Максвелл Холт — 5 (3, 2, 0), Дэвид Смит — 8 (5, 2, 1), Эрик Шоджи (л), Дэвид Ли — 1 (0, 0, 1), Рассел Холмс. Россия: Игорь Колодинский — 5 (1, 2, 2), Павел Мороз — 12 (12, 0, 0), Алексей Спиридонов — 3 (3, 0, 0), Дмитрий Ильиных — 7 (5, 2, 0), Андрей Ащев — 4 (2, 2, 0), Александр Абросимов — 2 (1, 1, 0), Алексей Обмочаев (л), Сергей Антипкин, Сергей Савин — 1 (0, 1, 0), Артём Смоляр — 3 (0, 3, 0), Александр Маркин — 2 (1, 1, 0). Очки — 75:60 (атака — 39:25, блок — 7:12, подача — 5:2, ошибки соперника — 24:21). Время матча — 1:39. Walter Pyramid. 5200 зрителей. Отчёт. | |
| № 5 (593) | 13 июня. Казань. Россия — Иран — 1:3 (25:20, 16:25, 19:25, 23:25). Мировая лига. Интерконтинентальный раунд                  |
| Россия: Игорь Колодинский — 2 (0, 0, 2), Максим Михайлов — 15 (14, 0, 1), Денис Бирюков — 9 (6, 3, 0), Евгений Сивожелез — 7 (5, 1, 1), Артём Вольвич — 7 (5, 1, 1), Андрей Ащев — 5 (3, 0, 2), Алексей Вербов (л), Алексей Спиридонов — 6 (5, 1, 0), Сергей Савин — 4 (3, 1, 0), Александр Бутько, Павел Мороз — 1 (1, 0, 0), Дмитрий Ильиных — 4 (3, 0, 1). Иран: Саид Маруф — 4 (2, 1, 1), Шахрам Махмуди — 8 (6, 0, 2), Милад Эбадипур — 14 (14, 0, 0), Фархад Гаеми — 2 (2, 0, 0), Мохаммад Мусави — 10 (4, 5, 1), Адель Голами — 4 (4, 0, 0), Махди Маранди (л), Мойтаба Мирзаянпур — 14 (12, 1, 1), Амир Гафур, Мехди Махдави, Мохаммадхассан Сенобар. Очки — 83:95 (атака — 45:44, блок — 7:7, подача — 8:5, ошибки соперника — 23:39). Время матча — 1:59. «Санкт-Петербург». 4030 зрителей. Отчёт. | |
| № 6 (594) | 14 июня. Казань. Россия — Иран — 0:3 (20:25, 18:25, 21:25). Мировая лига. Интерконтинентальный раунд                         |
| Россия: Игорь Колодинский — 2 (2, 0, 0), Максим Михайлов — 16 (13, 0, 3), Денис Бирюков, Евгений Сивожелез — 4 (4, 0, 0), Артём Вольвич — 3 (1, 2, 0), Андрей Ащев — 11 (8, 3, 0), Алексей Вербов (л), Алексей Обмочаев (л), Александр Бутько, Алексей Спиридонов — 1 (1, 0, 0), Артём Смоляр — 1 (0, 1, 0), Павел Мороз — 1 (1, 0, 0). Иран: Саид Маруф — 1 (0, 1, 0), Шахрам Махмуди — 17 (15, 1, 1), Милад Эбадипур — 8 (6, 0, 2), Мойтаба Мирзаянпур — 17 (15, 1, 1), Мохаммад Мусави — 3 (1, 2, 0), Адель Голами — 5 (2, 3, 0), Махди Маранди (л), Мехди Махдави, Фархад Гаеми, Мохаммадхассан Сенобар — 1 (0, 1, 0). Очки — 59:75 (атака — 30:39, блок — 6:9, подача — 3:4, ошибки соперника — 20:23). Время матча — 1:30. «Санкт-Петербург». 4005 зрителей. Отчёт. | |
| № 7 (595) | 19 июня. Казань. Россия — Польша — 1:3 (32:30, 14:25, 22:25, 18:25). Мировая лига. Интерконтинентальный раунд                |
| Россия: Игорь Колодинский — 1 (1, 0, 0), Павел Мороз — 18 (17, 1, 0), Евгений Сивожелез — 9 (6, 2, 1), Сергей Савин — 10 (9, 0, 1), Артём Вольвич — 8 (5, 3, 0), Андрей Ащев — 6 (3, 2, 1), Алексей Вербов (л), Алексей Обмочаев (л), Сергей Антипкин — 1 (0, 1, 0), Максим Михайлов — 1 (1, 0, 0), Алексей Спиридонов — 1 (1, 0, 0), Артём Смоляр, Денис Бирюков. Польша: Фабьян Джизга, Бартош Курек — 26 (24, 2, 0), Михал Кубяк — 15 (11, 4, 0), Матеуш Мика, Пётр Новаковский — 9 (5, 1, 3), Матеуш Бенек — 12 (9, 2, 1), Павел Заторский (л), Рафал Бушек — 12 (11, 0, 1), Марцин Можджонек, Гжегож Ломач. Очки — 86:105 (атака — 43:60, блок — 9:9, подача — 3:5, ошибки соперника — 31:31). Время матча — 2:00. «Санкт-Петербург». 4010 зрителей. Отчёт. | |
| № 8 (596) | 20 июня. Казань. Россия — Польша — 2:3 (25:19, 21:25, 24:26, 25:20, 14:16). Мировая лига. Интерконтинентальный раунд         |
| Россия: Сергей Антипкин — 2 (0, 1, 1), Павел Мороз — 24 (23, 0, 1), Евгений Сивожелез — 9 (9, 0, 0), Сергей Савин — 19 (18, 0, 1), Артём Вольвич — 4 (3, 1, 0), Андрей Ащев — 12 (5, 5, 2), Алексей Вербов (л), Алексей Обмочаев (л), Алексей Спиридонов — 1 (1, 0, 0), Максим Михайлов, Игорь Колодинский, Артём Смоляр, Дмитрий Ильиных — 5 (5, 0, 0). Польша: Гжегож Ломач — 2 (0, 1, 1), Бартош Курек — 23 (18, 4, 1), Михал Кубяк — 13 (13, 0, 0), Матеуш Мика — 19 (18, 0, 1), Пётр Новаковский — 9 (6, 2, 1), Матеуш Бенек — 13 (9, 3, 1), Павел Заторский (л), Пётр Гацек (л), Марцин Можджонек, Фабьян Джизга. Очки — 109:106 (атака — 64:64, блок — 7:10, подача — 5:5, ошибки соперника — 33:27). Время матча — 2:23. «Санкт-Петербург». 4100 зрителей. Отчёт. | |
| № 9 (597) | 26 июня. Калининград. Россия — США — 0:3 (21:25, 20:25, 19:25). Мировая лига. Интерконтинентальный раунд                     |
| Россия: Сергей Антипкин — 1 (1, 0, 0), Павел Мороз — 9 (7, 2, 0), Алексей Спиридонов — 12 (11, 1, 0), Сергей Савин — 7 (5, 1, 1), Артём Вольвич — 6 (3, 3, 0), Андрей Ащев — 3 (0, 1, 2), Алексей Вербов (л), Алексей Обмочаев (л), Евгений Сивожелез, Дмитрий Мусэрский, Игорь Колодинский, Денис Бирюков — 1 (1, 0, 0). США: Мика Кристенсон — 4 (1, 2, 1), Мэттью Андерсон — 17 (14, 2, 1), Аарон Рассел — 4 (4, 0, 0), Тейлор Сандер — 8 (7, 0, 1), Максвелл Холт — 9 (4, 4, 1), Дэвид Смит — 8 (4, 3, 1), Эрик Шоджи (л), Дэвид Ли. Очки — 60:75 (атака — 28:34, блок — 8:11, подача — 3:5, ошибки соперника — 21:25). Время матча — 1:32. «Янтарный». 6800 зрителей. Отчёт. | |
| № 10 (598) | 27 июня. Калининград. Россия — США — 1:3 (23:25, 25:19, 23:25, 18:25). Мировая лига. Интерконтинентальный раунд              |
| Россия: Сергей Антипкин — 1 (0, 0, 1), Павел Мороз — 11 (11, 0, 0), Евгений Сивожелез — 8 (7, 1, 0), Сергей Савин — 1 (1, 0, 0), Артём Вольвич — 4 (3, 1, 0), Андрей Ащев — 3 (1, 1, 1), Алексей Вербов (л), Алексей Обмочаев (л), Денис Бирюков — 18 (15, 1, 2), Дмитрий Мусэрский — 5 (4, 0, 1), Игорь Колодинский, Артём Смоляр. США: Мика Кристенсон — 9 (3, 4, 2), Мэттью Андерсон — 18 (14, 1, 3), Аарон Рассел — 12 (12, 0, 0), Тейлор Сандер — 9 (9, 0, 0), Максвелл Холт — 10 (8, 2, 0), Дэвид Смит — 6 (3, 3, 0), Эрик Шоджи (л), Дэвид Ли — 5 (2, 1, 2), Томас Яшке, Рассел Холмс. Очки — 89:94 (атака — 42:51, блок — 4:11, подача — 5:7, ошибки соперника — 38:25). Время матча — 2:08. «Янтарный». 6500 зрителей. Отчёт. | |
| № 11 (599) | 3 июля. Тегеран. Иран — Россия — 3:0 (25:21, 25:21, 25:21). Мировая лига. Интерконтинентальный раунд                         |
| Иран: Саид Маруф — 3 (2, 0, 1), Шахрам Махмуди — 16 (14, 1, 1), Милад Эбадипур — 10 (8, 1, 1), Мойтаба Мирзаянпур — 8 (8, 0, 0), Мохаммад Мусави — 5 (3, 2, 0), Адель Голами — 8 (7, 0, 1), Махди Маранди (л), Амир Гафур, Мехди Махдави, Мохаммадхассан Сенобар — 1 (0, 0, 1). Россия: Игорь Колодинский, Дмитрий Мусэрский — 10 (9, 1, 0), Евгений Сивожелез — 4 (4, 0, 0), Сергей Савин — 13 (11, 1, 1), Артём Вольвич — 6 (4, 0, 2), Артём Смоляр — 6 (6, 0, 0), Алексей Обмочаев (л), Андрей Ащев — 2 (2, 0, 0), Павел Мороз, Сергей Антипкин, Денис Бирюков — 1 (1, 0, 0). Очки — 75:63 (атака — 42:37, блок — 4:2, подача — 5:3, ошибки соперника — 24:21). Время матча — 1:30. Azadi Sport Complex. 12 000 зрителей. Отчёт. | |
| № 12 (600) | 4 июля. Тегеран. Иран — Россия — 1:3 (23:25, 25:19, 18:25, 21:25). Мировая лига. Интерконтинентальный раунд                  |
| Иран: Саид Маруф — 1 (1, 0, 0), Амир Гафур — 16 (15, 0, 1), Милад Эбадипур — 10 (8, 0, 2), Мойтаба Мирзаянпур — 15 (14, 1, 0), Мохаммад Мусави — 7 (5, 2, 0), Адель Голами — 3 (3, 0, 0), Махди Маранди (л), Фархад Гаеми — 1 (1, 0, 0), Мехди Махдави, Мохаммадхассан Сенобар — 3 (2, 1, 0). Россия: Сергей Антипкин — 2 (2, 0, 0), Дмитрий Мусэрский — 22 (20, 1, 1), Евгений Сивожелез — 11 (9, 0, 2), Сергей Савин — 13 (11, 1, 1), Артём Вольвич — 11 (7, 2, 2), Артём Смоляр — 6 (3, 3, 0), Алексей Обмочаев (л), Денис Бирюков — 1 (1, 0, 0), Алексей Спиридонов, Павел Мороз. Очки — 87:94 (атака — 49:53, блок — 4:7, подача — 3:6, ошибки соперника — 31:28). Время матча — 2:02. Azadi Sport Complex. 11 000 зрителей. Отчёт. | |
| № 13 (601) | 8 сентября. Хамамацу. Россия — Венесуэла — 3:0 (29:27, 25:16, 25:15). Кубок мира                                             |
| Россия: Сергей Гранкин — 1 (0, 1, 0), Максим Михайлов — 12 (9, 0, 3), Сергей Тетюхин — 4 (4, 0, 0), Дмитрий Ильиных — 12 (9, 1, 2), Артём Вольвич — 5 (3, 1, 1), Дмитрий Мусэрский — 10 (7, 3, 0), Алексей Обмочаев (л), Александр Янутов (л), Илья Власов — 6 (4, 1, 1), Александр Бутько, Виктор Полетаев — 3 (3, 0, 0), Евгений Сивожелез — 3 (2, 0, 1), Алексей Спиридонов — 1 (1, 0, 0), Ильяс Куркаев. Венесуэла: Хосе Карраско — 1 (0, 1, 0), Кервин Пинеруя — 9 (9, 0, 0), Фернандо Гонсалес — 9 (9, 0, 0), Джонлен Баррето — 3 (3, 0, 0), Эдсон Валенсия Гонсалес — 3 (2, 0, 1), Хонатан Кихада — 2 (2, 0, 0), Эктор Мата (л), Оскар Гарсия Маркина (л), Максимо Монтойя — 2 (2, 0, 0), Иван Маркес — 1 (1, 0, 0), Эмерсон Родригес — 3 (3, 0, 0), Джосер Контрерас Ранхель — 2 (2, 0, 0), Анхель Петит Мелеан. Очки — 79:58 (атака — 42:33, блок — 7:1, подача — 8:1, ошибки соперника — 22:23). Время матча — 1:19. Hamamatsu Arena. 585 зрителей. Отчёт. | |
| № 14 (602) | 9 сентября. Хамамацу. Польша — Россия — 3:1 (26:28, 27:25, 25:19, 25:22). Кубок мира                                         |
| Польша: Гжегож Ломач, Бартош Курек — 25 (19, 3, 3), Матеуш Мика — 2 (2, 0, 0), Рафал Бушек — 13 (11, 0, 2), Пётр Новаковский — 5 (3, 2, 0), Матеуш Бенек — 13 (9, 4, 0), Павел Заторский (л), Фабьян Джизга — 1 (0, 0, 1), Давид Конарский — 1 (0, 1, 0), Михал Кубяк — 10 (9, 0, 1), Марцин Можджонек. Россия: Александр Бутько — 6 (2, 1, 3), Дмитрий Мусэрский — 20 (17, 1, 2), Сергей Тетюхин — 8 (5, 2, 1), Максим Михайлов — 12 (10, 0, 2), Артём Вольвич — 8 (6, 2, 0), Илья Власов — 4 (3, 1, 0), Алексей Обмочаев (л), Александр Янутов (л), Дмитрий Ильиных — 1 (1, 0, 0), Евгений Сивожелез, Ильяс Куркаев — 2 (2, 0, 0), Сергей Гранкин. Очки — 103:94 (атака — 53:46, блок — 10:7, подача — 7:8, ошибки соперника — 33:33). Время матча — 2:11. Hamamatsu Arena. 2590 зрителей. Отчёт. | |
| № 15 (603) | 10 сентября. Хамамацу. Россия — Тунис — 3:0 (25:17, 25:16, 29:27). Кубок мира                                                |
| Россия: Сергей Гранкин — 4 (1, 1, 2), Дмитрий Мусэрский — 13 (9, 2, 2), Евгений Сивожелез — 8 (6, 1, 1), Максим Михайлов — 9 (6, 1, 2), Артём Вольвич — 6 (5, 1, 0), Илья Власов — 11 (4, 6, 1), Александр Янутов (л), Александр Бутько, Виктор Полетаев — 4 (4, 0, 0), Ильяс Куркаев — 1 (1, 0, 0), Алексей Спиридонов, Дмитрий Ильиных — 3 (2, 1, 0). Тунис: Маруан Мрабет, Маруан Гарси — 1 (1, 0, 0), Мохамед Милади — 10 (8, 2, 0), Элиас Карамозли — 3 (2, 0, 1), Набил Милади — 3 (2, 1, 0), Скандер Бен Тара — 2 (2, 0, 0), Тайеб Корбозли (л), Хамза Нагга — 10 (9, 0, 1), Хайкель Жерби, Исмаил Моалла — 4 (3, 0, 1), Хичем Кааби — 5 (4, 1, 0), Омар Агреби — 1 (1, 0, 0). Очки — 79:60 (атака — 38:32, блок — 13:4, подача — 8:3, ошибки соперника — 20:21). Время матча — 1:21. Hamamatsu Arena. 2200 зрителей. Отчёт. | |
| № 16 (604) | 12 сентября. Хамамацу. Россия — Аргентина — 3:1 (25:19, 21:25, 25:18, 25:20). Кубок мира                                     |
| Россия: Сергей Гранкин — 2 (0, 1, 1), Дмитрий Мусэрский — 16 (14, 1, 1), Сергей Тетюхин — 3 (2, 1, 0), Максим Михайлов — 19 (15, 1, 3), Артём Вольвич — 11 (7, 3, 1), Илья Власов — 2 (1, 0, 1), Александр Янутов (л), Виктор Полетаев, Александр Бутько — 2 (1, 1, 0), Евгений Сивожелез — 11 (9, 1, 1), Ильяс Куркаев — 4 (2, 1, 1). Аргентина: Лучано Де Чекко — 2 (2, 0, 0), Мартин Рамос — 3 (3, 0, 0), Факундо Конте — 27 (21, 5, 1), Лучано Дзорнетта — 8 (8, 0, 0), Себастьян Соле — 6 (4, 1, 1), Максимилиано Гауна — 2 (2, 0, 0), Себастьян Гаррок (л), Себастьян Клостер (л), Николас Уриарте, Кристиан Поглаен — 2 (2, 0, 0), Эзекиль Паласиос — 4 (4, 0, 0), Пабло Крер — 5 (4, 1, 0). Очки — 96:82 (атака — 51:50, блок — 10:7, подача — 9:2, ошибки соперника — 26:23). Время матча — 1:51. Hamamatsu Arena. 3250 зрителей. Отчёт. | |
| № 17 (605) | 13 сентября. Хамамацу. Иран — Россия — 0:3 (24:26, 18:25, 20:25). Кубок мира                                                 |
| Иран: Саид Маруф — 1 (1, 0, 0), Амир Гафур — 12 (12, 0, 0), Милад Эбадипур — 6 (5, 0, 1), Мойтаба Мирзаянпур — 12 (12, 0, 0), Мохаммад Мусави — 8 (5, 2, 1), Адель Голами — 5 (5, 0, 0), Махди Маранди (л), Фархад Гаеми — 2 (2, 0, 0), Мехди Махдави, Мохаммадхассан Сенобар. Россия: Александр Бутько, Дмитрий Мусэрский — 20 (16, 1, 3), Сергей Тетюхин — 4 (3, 0, 1), Максим Михайлов — 10 (8, 1, 1), Артём Вольвич — 5 (5, 0, 0), Ильяс Куркаев — 1 (1, 0, 0), Алексей Обмочаев (л), Александр Янутов (л), Евгений Сивожелез — 5 (2, 3, 0), Илья Власов — 3 (2, 1, 0), Дмитрий Ильиных, Сергей Гранкин, Виктор Полетаев — 1 (0, 0, 1). Очки — 62:76 (атака — 42:37, блок — 2:6, подача — 2:6, ошибки соперника — 16:27). Время матча — 1:33. Hamamatsu Arena. 3610 зрителей. Отчёт. | |
| № 18 (606) | 16 сентября. Тояма. Австралия — Россия — 0:3 (24:26, 16:25, 18:25). Кубок мира                                               |
| Австралия: Харрисон Пикок, Томас Эдгар — 10 (9, 0, 1), Макс Стэйплс — 7 (5, 1, 1), Самуэль Уолкер — 7 (5, 1, 1), Трэвис Пассье — 4 (2, 2, 0), Неемия Моут — 6 (5, 1, 0), Жак Боржо (л), Люк Перри (л), Григорий Сукочев, Пол Кэрролл — 1 (1, 0, 0), Томас Дуглас-Пауэлл — 3 (3, 0, 0). Россия: Александр Бутько — 2 (0, 2, 0), Дмитрий Мусэрский — 9 (9, 0, 0), Сергей Тетюхин — 7 (4, 2, 1), Максим Михайлов — 16 (11, 2, 3), Артём Вольвич — 10 (4, 2, 4), Илья Власов — 2 (1, 1, 0), Алексей Обмочаев (л), Александр Янутов (л), Ильяс Куркаев — 5 (4, 1, 0), Сергей Гранкин, Евгений Сивожелез — 3 (2, 1, 0), Алексей Спиридонов — 3 (3, 0, 0). Очки — 58:76 (атака — 30:38, блок — 5:11, подача — 3:8, ошибки соперника — 20:19). Время матча — 1:17. Toyama City Gymnasium. 1950 зрителей. Отчёт. | |
| № 19 (607) | 17 сентября. Тояма. Канада — Россия — 0:3 (21:25, 16:25, 19:25). Кубок мира                                                  |
| Канада: Дастин Шнайдер — 2 (2, 0, 0), Гэвин Шмитт — 8 (7, 0, 1), Тонтье ван Ланквелт — 3 (3, 0, 0), Фредерик Винтерс — 6 (6, 0, 0), Джастин Дафф — 2 (2, 0, 0), Даниэль Янсен — 5 (5, 0, 0), Кэмерон Банн (л), Николас Хоаг — 6 (5, 1, 0), Стивен Маршалл — 2 (2, 0, 0), Тайлер Сандерс, Руди Верхоефф — 2 (2, 0, 0). Россия: Сергей Гранкин — 3 (0, 1, 2), Дмитрий Мусэрский — 16 (15, 0, 1), Сергей Тетюхин — 12 (10, 0, 2), Максим Михайлов — 14 (12, 0, 2), Артём Вольвич — 7 (5, 1, 1), Илья Власов — 3 (2, 1, 0), Алексей Обмочаев (л), Александр Янутов (л), Евгений Сивожелез, Виктор Полетаев, Ильяс Куркаев — 5 (0, 5, 0), Александр Бутько, Дмитрий Ильиных. Очки — 56:75 (атака — 34:44, блок — 1:8, подача — 1:8, ошибки соперника — 20:15). Время матча — 1:28. Toyama City Gymnasium. 1550 зрителей. Отчёт. | |
| № 20 (608) | 18 сентября. Тояма. Египет — Россия — 0:3 (20:25, 24:26, 18:25). Кубок мира                                                  |
| Египет: Хоссам Абдалла — 5 (0, 1, 4), Ахмед Салах — 15 (14, 0, 1), Ахмед Элькотб — 11 (7, 3, 1), Ахмед Шафик, Абд Эльхалим Мохамед Абу — 3 (3, 0, 0), Махмуд Абдельрехим — 1 (0, 1, 0), Мохамед Моавад (л), Мохамед Хассан (л), Омар Хассан — 3 (3, 0, 0), Мохамед Такил. Россия: Сергей Гранкин — 1 (0, 0, 1), Виктор Полетаев — 4 (4, 0, 0), Евгений Сивожелез — 9 (7, 0, 2), Максим Михайлов — 16 (13, 1, 2), Артём Вольвич — 7 (5, 1, 1), Ильяс Куркаев — 9 (3, 5, 1), Алексей Обмочаев (л), Александр Янутов (л), Александр Бутько, Дмитрий Мусэрский — 9 (7, 0, 2), Дмитрий Ильиных, Сергей Тетюхин, Илья Власов, Алексей Спиридонов. Очки — 62:76 (атака — 27:39, блок — 5:7, подача — 6:9, ошибки соперника — 24:21). Время матча — 1:17. Toyama City Gymnasium. 2870 зрителей. Отчёт. | |
| № 21 (609) | 21 сентября. Токио. Италия — Россия — 3:0 (25:15, 26:24, 25:18). Кубок мира                                                  |
| Италия: Симоне Джаннелли — 4 (1, 1, 2), Иван Зайцев — 20 (13, 3, 4), Османи Хуанторена — 10 (9, 1, 0), Филиппо Ланца — 7 (7, 0, 0), Симоне Бути — 6 (5, 1, 0), Маттео Пьяно — 3 (2, 1, 0), Массимо Колачи (л), Лука Веттори, Даниэле Соттиле, Якопо Массари. Россия: Александр Бутько, Дмитрий Мусэрский — 12 (11, 1, 0), Сергей Тетюхин — 4 (4, 0, 0), Максим Михайлов — 8 (7, 1, 0), Артём Вольвич — 7 (3, 4, 0), Ильяс Куркаев — 1 (1, 0, 0), Алексей Обмочаев (л), Александр Янутов (л), Сергей Гранкин — 1 (0, 1, 0), Евгений Сивожелез — 1 (1, 0, 0), Илья Власов — 3 (3, 0, 0), Виктор Полетаев — 1 (1, 0, 0). Очки — 76:57 (атака — 37:31, блок — 7:7, подача — 6:0, ошибки соперника — 26:19). Время матча — 1:28. Yoyogi National Gymnasium. 6000 зрителей. Отчёт. | |
| № 22 (610) | 22 сентября. Токио. США — Россия — 3:0 (25:23, 26:24, 25:17). Кубок мира                                                     |
| США: Мика Кристенсон — 3 (2, 1, 0), Мэттью Андерсон — 12 (11, 0, 1), Аарон Рассел — 16 (16, 0, 0), Тейлор Сандер — 10 (5, 3, 2), Дэвид Ли — 7 (7, 0, 0), Максвелл Холт — 8 (5, 3, 0), Эрик Шоджи (л), Кавика Шоджи. Россия: Александр Бутько — 1 (1, 0, 0), Дмитрий Мусэрский — 12 (12, 0, 0), Сергей Тетюхин — 5 (4, 1, 0), Максим Михайлов — 19 (17, 1, 1), Артём Вольвич — 3 (2, 0, 1), Ильяс Куркаев — 4 (3, 1, 0), Алексей Обмочаев (л), Сергей Гранкин, Виктор Полетаев, Дмитрий Ильиных, Евгений Сивожелез — 2 (1, 1, 0), Илья Власов — 1 (1, 0, 0). Очки — 76:64 (атака — 46:41, блок — 7:4, подача — 3:2, ошибки соперника — 20:17). Время матча — 1:29. Yoyogi National Gymnasium. 6500 зрителей. Отчёт. | |
| № 23 (611) | 23 сентября. Токио. Япония — Россия — 2:3 (29:27, 17:25, 25:21, 17:25, 13:15). Кубок мира                                    |
| Япония: Хидэоми Фукацу, Кунихиро Симидзу — 24 (21, 0, 3), Юки Исикава — 26 (20, 2, 4), Масахиро Янагида — 13 (13, 0, 0), Ёсифуми Судзуки — 3 (2, 1, 0), Акихиро Ямаути — 5 (3, 2, 0), Такеси Нагано (л), Кентаро Такахаси, Юта Ёнэяма, Хироаки Асано, Юта Абэ, Дайсукэ Яко, Такаси Дэкита — 2 (2, 0, 0). Россия: Сергей Гранкин — 7 (1, 5, 1), Дмитрий Мусэрский — 20 (15, 1, 4), Евгений Сивожелез — 18 (12, 3, 3), Максим Михайлов — 9 (6, 3, 0), Артём Вольвич — 10 (9, 1, 0), Ильяс Куркаев — 2 (2, 0, 0), Алексей Обмочаев (л), Дмитрий Ильиных — 15 (14, 1, 0), Виктор Полетаев — 5 (4, 1, 0), Александр Бутько, Илья Власов — 6 (3, 2, 1). Очки — 101:113 (атака — 61:66, блок — 5:17, подача — 7:9, ошибки соперника — 28:21). Время матча — 2:30. Yoyogi National Gymnasium. 12 200 зрителей. Отчёт. | |
| № 24 (612) | 9 октября. Бусто-Арсицио. Россия — Финляндия — 3:0 (25:20, 25:19, 25:23). Чемпионат Европы. Предварительный этап             |
| Россия: Дмитрий Ковалёв — 4 (3, 0, 1), Максим Михайлов — 21 (14, 2, 5), Евгений Сивожелез — 4 (4, 0, 0), Егор Клюка — 5 (3, 1, 1), Артём Вольвич — 7 (6, 1, 0), Дмитрий Мусэрский — 14 (9, 2, 3), Алексей Вербов (л), Алексей Обмочаев (л), Дмитрий Ильиных, Сергей Савин — 5 (5, 0, 0). Финляндия: Ээми Тервапортти — 2 (0, 1, 1), Олли-Пекка Оянсиву — 26 (18, 1, 7), Урпо Сивула — 5 (4, 1, 0), Олли Куннари — 6 (5, 1, 0), Томми Сиириля, Саули Синкконен — 4 (3, 0, 1), Лаури Керминен (л), Никлас Сеппянен, Микко Ойванен, Антти Силтала. Очки — 75:62 (атака — 44:32, блок — 6:4, подача — 10:9, ошибки соперника — 15:17). Время матча — 1:24. PalaYamamay. 3200 зрителей. Отчёт. | |
| № 25 (613) | 10 октября. Бусто-Арсицио. Словакия — Россия — 0:3 (14:25, 10:25, 15:25). Чемпионат Европы. Предварительный этап             |
| Словакия: Даниэл Кончал, Томаш Кришко — 4 (4, 0, 0), Матей Патак — 2 (2, 0, 0), Франтишек Огурчак, Эмануэл Когут — 4 (4, 0, 0), Шимон Крайчович — 1 (1, 0, 0), Матей Кубш (л), Любош Немец (л), Штефан Хртянский — 1 (1, 0, 0), Юрай Затько — 2 (1, 1, 0), Петер Михайлович, Петер Ондрович — 2 (1, 1, 0), Мартин Сопко — 2 (1, 0, 1), Радослав Пресинский — 1 (1, 0, 0). Россия: Дмитрий Ковалёв — 3 (0, 2, 1), Максим Михайлов — 13 (10, 2, 1), Евгений Сивожелез — 7 (6, 1, 0), Егор Клюка — 7 (4, 0, 3), Артём Вольвич — 7 (6, 0, 1), Дмитрий Мусэрский — 14 (7, 6, 1), Алексей Вербов (л), Алексей Обмочаев (л), Сергей Гранкин, Павел Круглов — 1 (1, 0, 0), Дмитрий Ильиных — 1 (1, 0, 0), Илья Власов — 2 (0, 1, 1), Сергей Савин — 2 (2, 0, 0), Виктор Полетаев — 2 (2, 0, 0). Очки — 39:75 (атака — 16:39, блок — 2:12, подача — 1:8, ошибки соперника — 20:16). Время матча — 1:16. PalaYamamay. 1500 зрителей. Отчёт.                                    | |
| № 26 (614) | 11 октября. Бусто-Арсицио. Сербия — Россия — 1:3 (23:25, 25:21, 18:25, 20:25). Чемпионат Европы. Предварительный этап        |
| Сербия: Никола Йовович — 1 (1, 0, 0), Александар Атанасиевич — 13 (12, 1, 0), Урош Ковачевич — 6 (6, 0, 0), Марко Ивович — 6 (6, 0, 0), Марко Подрашчанин — 7 (4, 2, 1), Сречко Лисинац — 12 (8, 3, 1), Никола Росич (л), Невен Майсторович (л), Александар Околич — 1 (0, 0, 1), Неманя Петрич — 3 (3, 0, 0), Саша Старович, Алекса Брджович. Россия: Дмитрий Ковалёв — 3 (2, 1, 0), Максим Михайлов — 19 (15, 3, 1), Евгений Сивожелез — 6 (2, 1, 3), Егор Клюка — 15 (14, 1, 0), Артём Вольвич — 8 (5, 3, 0), Дмитрий Мусэрский — 18 (10, 5, 3), Алексей Вербов (л), Алексей Обмочаев (л), Павел Круглов. Очки — 86:96 (атака — 40:48, блок — 6:14, подача — 3:7, ошибки соперника — 37:27). Время матча — 2:01. PalaYamamay. 3800 зрителей. Отчёт. | |
| № 27 (615) | 14 октября. Бусто-Арсицио. Россия — Италия — 0:3 (20:25, 19:25, 19:25). Чемпионат Европы. 1/4 финала                         |
| Россия: Дмитрий Ковалёв, Максим Михайлов — 7 (6, 1, 0), Евгений Сивожелез — 4 (3, 0, 1), Егор Клюка — 13 (11, 1, 1), Артём Вольвич — 3 (0, 3, 0), Дмитрий Мусэрский — 6 (5, 1, 0), Алексей Вербов (л), Сергей Гранкин — 1 (0, 1, 0), Сергей Савин, Виктор Полетаев — 3 (2, 0, 1), Дмитрий Ильиных — 1 (1, 0, 0), Павел Круглов — 3 (3, 0, 0), Илья Власов — 3 (1, 0, 2). Италия: Симоне Джаннелли — 2 (1, 0, 1), Иван Зайцев — 14 (11, 1, 2), Османи Хуанторена — 8 (7, 0, 1), Филиппо Ланца — 12 (12, 0, 0), Симоне Бути — 5 (5, 0, 0), Маттео Пьяно — 2 (0, 2, 0), Массимо Колачи (л), Сальваторе Россини, Даниэле Соттиле. Очки — 58:75 (атака — 32:36, блок — 7:3, подача — 5:4, ошибки соперника — 14:32). Время матча — 1:27. PalaYamamay. 4500 зрителей. Отчёт. | |

## Товарищеские матчи
| 24 августа. Москва. Россия — Нидерланды — 5:0 (25:23, 25:21, 25:20, 25:22, 15:11) Россия: Сергей Гранкин — 1, Максим Михайлов — 15, Сергей Тетюхин — 6, Дмитрий Ильиных — 10, Дмитрий Мусэрский — 16, Артём Вольвич — 4, Алексей Обмочаев (л), Александр Янутов (л), Евгений Сивожелез — 6, Илья Власов — 6, Алексей Спиридонов — 9, Александр Бутько — 4, Виктор Полетаев — 5, Ильяс Куркаев — 3, Денис Бирюков — 7, Артём Смоляр — 3. Нидерланды: Нимир Абдель-Азиз — 3, Кай ван Дейк — 12, Йерун Раувердинк — 7, Дик Кой — 13, Себастьян ван Беммелен — 1, Йоханнес Бонтье — 4, Йелте Ман (л), Гейс Йорна (л), Янник ван Харскамп — 1, Тейс Тер Хорст — 3, Мартен ван Гардерен — 5, Томас Кулевейн — 5, Робберт Андринга, Шурд Хогендорн — 11, Яспер Дифенбах — 3. |
| 25 августа. Москва. Россия — Нидерланды — 4:1 (25:18, 25:17, 23:25, 25:21, 25:14) Россия: Александр Бутько — 7, Максим Михайлов — 12, Сергей Тетюхин — 8, Дмитрий Ильиных — 7, Дмитрий Мусэрский — 12, Артём Вольвич — 3, Алексей Обмочаев (л), Александр Янутов (л), Евгений Сивожелез — 7, Илья Власов — 9, Алексей Спиридонов — 8, Сергей Гранкин — 2, Виктор Полетаев — 5, Ильяс Куркаев — 3, Денис Бирюков — 7, Артём Смоляр — 2. Нидерланды: Нимир Абдель-Азиз — 9, Кай ван Дейк — 3, Йерун Раувердинк — 1, Дик Кой — 20, Себастьян ван Беммелен — 2, Йоханнес Бонтье — 2, Йелте Ман (л), Гейс Йорна (л), Янник ван Харскамп, Тейс Тер Хорст — 3, Мартен ван Гардерен — 3, Томас Кулевейн — 6, Робберт Андринга, Шурд Хогендорн — 14, Яспер Дифенбах — 3.       |
| 27 августа. Москва. Россия — Иран — 2:3 (25:22, 25:16, 22:25, 19:25, 21:25) Россия: Сергей Гранкин — 1, Максим Михайлов — 17, Евгений Сивожелез — 20, Дмитрий Ильиных, Дмитрий Мусэрский — 17, Артём Вольвич — 10, Алексей Обмочаев (л), Александр Янутов (л), Александр Бутько, Илья Власов — 3, Алексей Спиридонов — 9, Виктор Полетаев — 1, Денис Бирюков. Иран: Саид Маруф — 1, Амир Гафур — 13, Милад Эбадипур — 12, Мойтаба Мирзаянпур — 15, Мохаммад Мусави — 14, Адель Голами — 5, Махди Маранди (л), Фархад Гаеми — 17, Шахрам Махмуди — 16, Саман Фаези — 4, Мохаммадхассан Сенобар, Мехди Махдави. |
| 28 августа. Москва. Россия — Иран — 2:3 (25:18, 23:25, 27:29, 28:26, 13:15) Россия: Сергей Гранкин, Максим Михайлов — 17, Евгений Сивожелез — 12, Сергей Тетюхин — 14, Дмитрий Мусэрский — 19, Артём Вольвич — 8, Алексей Обмочаев (л), Александр Бутько — 2, Илья Власов — 6, Виктор Полетаев — 1. Иран: Саид Маруф — 2, Шахрам Махмуди — 20, Милад Эбадипур — 15, Фархад Гаеми — 8, Мохаммад Мусави — 12, Адель Голами — 8, Махди Маранди (л), Амир Гафур — 13, Мойтаба Мирзаянпур — 7, Саман Фаези — 2, Мохаммадхассан Сенобар — 1, Мехди Махдави — 3. |
| 3 октября. Бремен. Германия — Россия — 3:1 (25:17, 23:25, 25:23, 25:23) Германия: Лукас Кампа — 4, Георг Грозер — 27, Кристиан Фромм — 20, Денис Калиберда — 4, Михаэль Андрай — 3, Маркус Бёме — 6, Фердинанд Тилле (л), Дирк Вестфаль — 1, Том Штробах — 2, Тим Бросхог, Ян Циммерман, Филипп Коллин. Россия: Сергей Гранкин, Павел Круглов — 5, Евгений Сивожелез — 9, Максим Михайлов — 14, Дмитрий Мусэрский — 16, Артём Вольвич — 7, Алексей Вербов (л), Дмитрий Ковалёв — 4, Егор Клюка — 12. |
| 4 октября. Гамбург. Германия — Россия — 2:3 (25:22, 17:25, 17:25, 25:23, 11:15) Германия: Лукас Кампа — 3, Йохен Шёпс — 24, Кристиан Фромм — 11, Себастьян Шварц — 16, Тим Бросхог — 2, Маркус Бёме — 7, Маркус Штойервальд (л), Денис Калиберда — 1, Дирк Вестфаль — 1, Том Штробах — 2, Ян Циммерман, Михаэль Андрай — 4, Филипп Коллин. Россия: Сергей Гранкин, Максим Михайлов — 19, Евгений Сивожелез — 13, Егор Клюка — 9, Илья Власов — 11, Дмитрий Мусэрский — 13, Алексей Вербов (л), Алексей Обмочаев (л), Павел Круглов — 1, Дмитрий Ковалёв — 5, Сергей Савин — 8, Виктор Полетаев, Игорь Кобзарь. |
| 30 декабря. Берлин. Германия — Россия — 1:3 (27:29, 21:25, 28:26, 20:25) Германия: Патрик Штойервальд, Кристиан Дюннес — 4, Роберт Кромм — 10, Денис Калиберда — 8, Маркус Бёме — 4, Тим Бросхог — 6, Маркус Штойервальд (л), Фердинанд Тилле (л), Себастьян Шварц — 6, Лукас Кампа — 1, Михаэль Андрай — 3, Том Штробах — 5, Симон Хирш — 12, Филипп Коллин — 8, Даниэль Малеша — 1. Россия: Сергей Гранкин — 1, Максим Михайлов — 14, Сергей Тетюхин — 5, Егор Клюка — 5, Андрей Ащев — 6, Александр Волков — 7, Алексей Обмочаев (л), Дмитрий Ковалёв — 4, Артём Вольвич — 6, Юрий Бережко — 6, Константин Бакун — 15, Дмитрий Щербинин — 7, Александр Маркин — 6.                                                                                                 |
| 31 декабря. Берлин. Германия — Россия — 1:3 (22:25, 33:31, 21:25, 29:31) Германия: Лукас Кампа — 2, Кристиан Дюннес — 7, Денис Калиберда — 9, Себастьян Шварц — 10, Маркус Бёме — 6, Тим Бросхог — 4, Маркус Штойервальд (л), Фердинанд Тилле (л), Кристиан Фромм — 7, Патрик Штойервальд — 1, Михаэль Андрай — 3, Том Штробах — 4, Симон Хирш — 13, Филипп Коллин — 7. Россия: Сергей Гранкин — 1, Константин Бакун — 18, Егор Клюка — 9, Александр Маркин — 6, Андрей Ащев — 6, Александр Волков — 7, Алексей Вербов (л), Дмитрий Ковалёв — 4, Артём Вольвич — 12, Сергей Тетюхин — 5, Юрий Бережко — 7, Дмитрий Щербинин — 7. |

## Игроки сборной в 2015 году
В официальных матчах сборной России в 2015 году принимали участие 28 волейболистов.
| Игрок               | Год рождения | Амплуа                    | Клуб                    | Турниры и игры | Турниры и игры | Турниры и игры | Всего матчей | Очки              |
| Игрок               | Год рождения | Амплуа                    | Клуб                    | МЛ             | КМ             | ЧЕ             | Всего матчей | Очки              |
| ------------------- | ------------ | ------------------------- | ----------------------- | -------------- | -------------- | -------------- | ------------ | ----------------- |
| Александр Абросимов | 1983         | блокирующий               | «Локомотив»             | 3 (2)          |                |                | 3            | 8 (7, 1, 0)       |
| Сергей Антипкин     | 1986         | связующий                 | «Газпром-Югра»          | 8 (4)          |                |                | 8            | 7 (3, 2, 2)       |
| Андрей Ащев         | 1983         | блокирующий               | «Зенит»                 | 11 (10)        |                |                | 11           | 59 (32, 19, 8)    |
| Денис Бирюков       | 1988         | доигровщик                | «Динамо» М              | 9 (3)          |                |                | 9            | 56 (44, 10, 2)    |
| Роман Брагин        | 1987         | либеро                    | «Белогорье»             | 1 (—)          |                |                | 1            |                   |
| Александр Бутько    | 1986         | связующий                 | «Локомотив»             | 4 (1)          | 11 (5)         |                | 15           | 12 (5, 4, 3)      |
| Алексей Вербов      | 1982         | либеро                    | «Зенит»                 | 7              |                | 4              | 11           |                   |
| Илья Власов         | 1995         | блокирующий               | «Факел»                 |                | 11 (5)         | 2 (—)          | 13           | 46 (25, 14, 7)    |
| Артём Вольвич       | 1990         | блокирующий               | «Локомотив»             | 8 (8)          | 11 (11)        | 4 (4)          | 23           | 153 (102, 36, 15) |
| Сергей Гранкин      | 1985         | связующий                 | «Динамо» М              |                | 11 (6)         | 2 (—)          | 13           | 20 (2, 11, 7)     |
| Дмитрий Ильиных     | 1987         | доигровщик                | «Белогорье»             | 4 (1)          | 8 (1)          | 3 (—)          | 15           | 61 (52, 5, 4)     |
| Егор Клюка          | 1995         | доигровщик                | «Факел»                 |                |                | 4 (4)          | 4            | 40 (32, 3, 5)     |
| Дмитрий Ковалёв     | 1991         | связующий                 | «Урал»                  |                |                | 4 (4)          | 4            | 10 (5, 3, 2)      |
| Игорь Колодинский   | 1983         | связующий                 | «Факел»                 | 11 (6)         |                |                | 11           | 17 (7, 5, 5)      |
| Павел Круглов       | 1985         | диагональный              | «Динамо» М              |                |                | 3 (—)          | 3            | 4 (4, 0, 0)       |
| Ильяс Куркаев       | 1994         | блокирующий               | «Енисей»                |                | 11 (5)         |                | 11           | 34 (19, 13, 2)    |
| Александр Маркин    | 1990         | доигровщик                | «Динамо» М              | 4 (1)          |                |                | 4            | 8 (5, 2, 1)       |
| Максим Михайлов     | 1988         | диагональный, доигровщик  | «Зенит»                 | 6 (4)          | 11 (11)        | 4 (4)          | 21           | 257 (206, 21, 30) |
| Павел Мороз         | 1987         | диагональный              | «Локомотив»             | 12 (6)         |                |                | 12           | 96 (87, 7, 2)     |
| Дмитрий Мусэрский   | 1988         | блокирующий, диагональный | «Белогорье»             | 4 (2)          | 11 (11)        | 4 (4)          | 19           | 246 (196, 26, 24) |
| Алексей Обмочаев    | 1989         | либеро                    | «Динамо» М              | 11             | 9              | 3              | 23           |                   |
| Виктор Полетаев     | 1995         | диагональный              | «Зенит»                 |                | 9 (1)          | 2 (—)          | 11           | 23 (20, 1, 2)     |
| Сергей Савин        | 1988         | доигровщик                | «Губерния», «Локомотив» | 11 (9)         |                | 3 (—)          | 14           | 98 (85, 7, 6)     |
| Евгений Сивожелез   | 1986         | доигровщик                | «Зенит»                 | 10 (7)         | 11 (3)         | 4 (4)          | 25           | 143 (110, 17, 16) |
| Артём Смоляр        | 1985         | блокирующий               | «Белогорье»             | 10 (4)         |                |                | 10           | 26 (15, 11, 0)    |
| Алексей Спиридонов  | 1988         | доигровщик                | «Зенит»                 | 8 (3)          | 4 (—)          |                | 12           | 34 (31, 2, 1)     |
| Сергей Тетюхин      | 1975         | доигровщик                | «Белогорье»             |                | 9 (8)          |                | 9            | 47 (36, 6, 5)     |
| Александр Янутов    | 1983         | либеро                    | «Локомотив»             |                | 9              |                | 9            |                   |

## Дополнительные факты
- В 2015 году сборная России не сумела попасть в призёры ни на одном из официальных турниров, продлив серию неудач, начавшуюся в прошлом сезоне. Антирекордом сборной стали 11 поражений подряд в рамках интерконтинентального раунда Мировой лиги (предыдущий худший результат, 10 поражений, был показан в 1997 году, но ситуация отличалась тем, что финальный раунд проходил в Москве, и сборная России попадала в него независимо от результатов интерконтинентального). Итоговые результаты на Кубке мира и чемпионате Европы (4-е и 6-е место соответственно) стали худшими за всё время участия сборной России в этих соревнованиях.
- Перед началом первого матча Мировой лиги против сборной США в Лонг-Биче произошёл нетривиальный эпизод, когда организаторы не сумели включить национальные гимны, и волейболисты спели их а капелла. «Наша команда спела гимн сама под аплодисменты американской публики. Сборная США также исполнила свой гимн самостоятельно вместе с залом. Парни, это было по-настоящему сильно. До мурашек», — написал на своей странице в Instagram Игорь Колодинский[3].
- Матч Кубка мира против сборной Египта, сыгранный в Тояме 18 сентября, стал трёхсотым официальным матчем за сборную в карьере Сергея Тетюхина. Олимпийский чемпион Лондона-2012 является рекордсменом национальной команды по количеству проведённых игр и набранных очков[28].